# Cooper Car Company

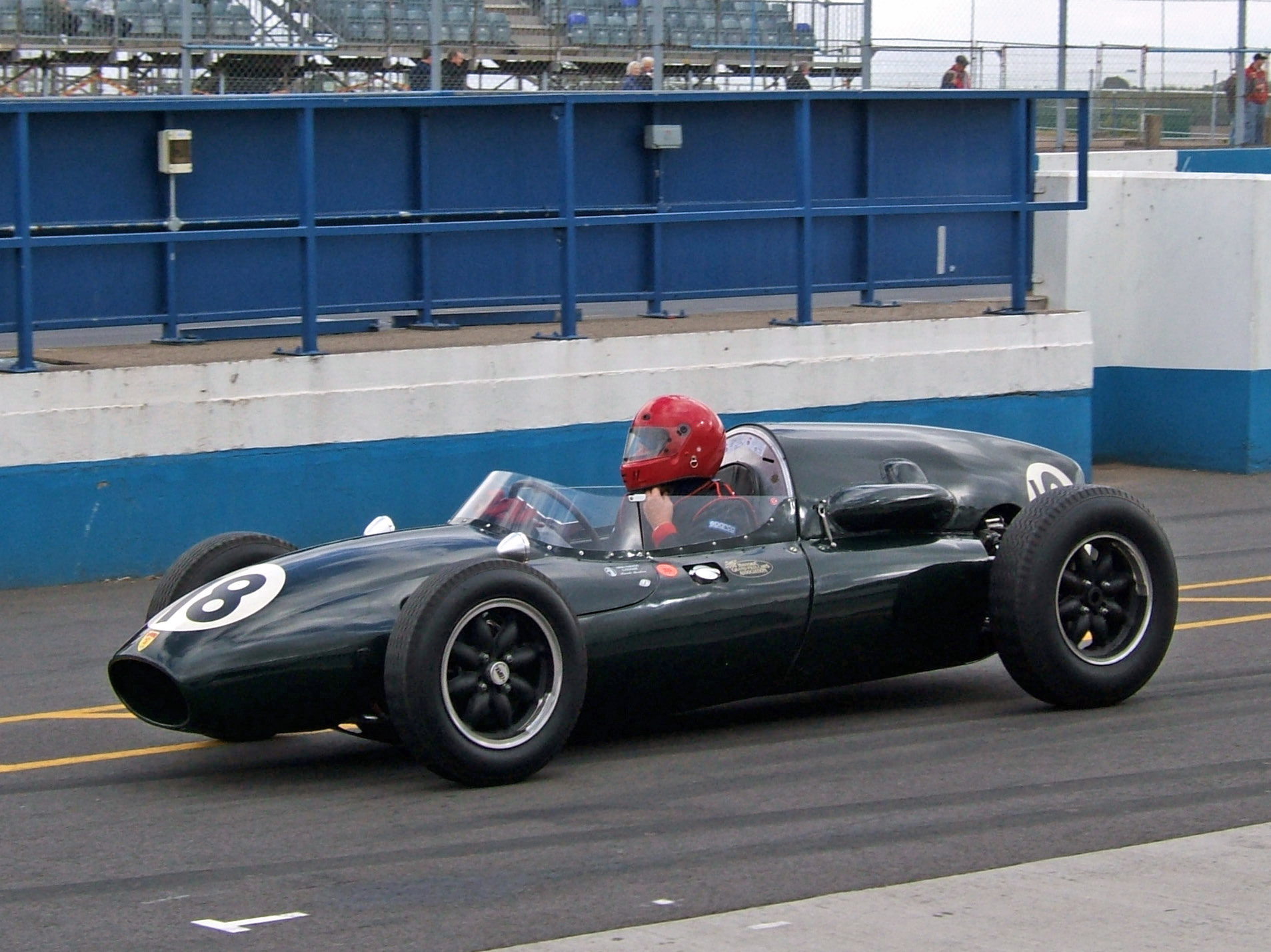
De Cooper T45 was een Formule 1-wagen in het jaar 1959

De Cooper Car Company was een Engelse autofabrikant.
Het bedrijf werd opgericht in 1947 door Charles Cooper en zijn zoon John Cooper. Ze begonnen samen met het bouwen van raceauto's in Charles' kleine garage in Surbiton, Surrey, Engeland. In de late jaren vijftig en begin jaren zestig haalde Cooper grote successen in de Formule 1 en Indianapolis 500, waaronder de F1-wereldtitel met Jack Brabham in 1959 en 1960. Betere balancering van de Coopers door de plaatsing van de motor achterin in plaats van voorin, zorgde ervoor dat deze constructie in de Formule 1 de maatstaf werd. De laatste Formule-Coopers verdwenen in 1968 (Cooper T86) bij gebrek aan succes van het F1-toneel; de laatste overwinning van het merk was tijdens de GP van Zuid-Afrika in 1967.
De eerste auto's gebouwd door Cooper waren eenzitters; kleine 500cc Formule 3-raceauto's gereden door John Cooper en Eric Brandon. Ze werden aangedreven door een JAP-motorfietsmotor. Omdat materialen na de Tweede Wereldoorlog schaars waren, werden de auto's geconstrueerd door twee Fiat Topolinodelen samen te voegen. Omdat de wagen van een motorfietsmotor werd voorzien, dacht men dat het beter uitkwam de motor achter de bestuurder te plaatsen, aangedreven door een ketting.

## Mini Cooper
Cooper heeft er mede toe bijgedragen dat Groot-Brittannië tot op de dag van vandaag belangrijk is in en voor de autosport. Bekendheid kreeg de naam Cooper door de Mini Cooper een sportieve variant van de Mini. Vanaf 1961 tot heden is de naam van Cooper aan de Mini gekoppeld.
- Virtual International Authority File: 239643875